# Raising Hell (canción de Kesha)
«Raising Hell» es una canción de la cantante estadounidense Kesha en colaboración con la rapera estadounidense Big Freedia. Se lanzó como el sencillo principal del próximo cuarto álbum de estudio de la cantante High Road el 24 de octubre de 2019. La pista fue escrita por la cantante junto a Stephen Wrabel, Sean Douglas y Ajay Bhattacharya.

## Antecedentes y composición
El 18 de octubre de 2019, Kesha pidió a sus seguidores que la llamaran a una línea directa donde la cantante grabó un mensaje para anunciar su regreso a la música. El 21 de octubre de 2019, Rolling Stone publicó un videoclip con el anuncio del próximo álbum de Kesha High Road. Dos días después, Kesha subió un avance del video musical a su Instagram, revelando que la fecha de lanzamiento será el 24 de octubre.
La pista fue escrita por Kesha junto a Stephen Wrabel, Sean Douglas y Ajay Bhattacharya, mientras que la producción fue llevada a cabo este último con Omega. «Raising Hell» es una canción pop con influencias gospel y pop-EDM. Se ha comparado con el sencillo «Timber», lanzado por la cantante en el año 2013. Descrito como la combinación de los estilos musicales de los dos primeros álbumes de estudio de Kesha y su tercer Rainbow,  presenta ritmos acompañados de coros de gospel, palmas, un órgano de iglesia, cuernos y un post-coro inspirado en Big Freedia.

## Vídeo musical
El vídeo musical de «Raising Hell» se estrenó el 24 de octubre de 2019. Fue dirigido por Luke Gilford, El video retrata a Kesha como una telepredicadora amada por las personas a las que predica, pero que está casada con un esposo abusivo. Una noche, Kesha intenta seducir a su marido borracho, pero casi muere ahogado hasta que lo apuñalan en la cabeza. Kesha luego arrastra el cadáver al baúl de su auto, se tiñe el cabello de marrón oscuro y huye a un motel fuera de la ciudad. Posteriormente, la buscan por asesinato y la policía la persigue hasta que finalmente la atrapan y arrestan por matar a su esposo.

## Recepción crítica
Gil Kaufman escribiendo para Billboard, llamó a la canción «un guardián de todos los tiempos». Lars Gotrich de NPR escribió que el tema «suena como las canciones durante la era Ke$ha con algo de la retrospectiva obtenida de Rainbow». Jael Goldfine de Paper calificó la canción como «un maravilloso punto medio entre la gruñona Kesha, que rapea sobre crujiente pop-EDM y sus emotivas baladas en Rainbow».

## Presentaciones en vivo
Kesha y Big Freedia interpretaron «Raising Hell» por primera vez en el programa de televisión Jimmy Kimmel Live! el 28 de octubre de 2019. El 24 de noviembre de 2019, volvió a presentar la pista en los American Music Awards 2019, junto con la canción «Tik Tok».

## Lista de ediciones
- Descarga digital[3]

| N.º | Título                  | Duración |  |
| 1.  | «Raising Hell» (single) | 2:49     |  |

## Créditos y personal
Créditos adaptados de Genius.
- Kesha – voz, composición
- Stephen Wrabel – composición
- Sean Douglas – composición
- Ajay Bhattacharya – composición, producción, piano, guitarra, batería
- Omega – composición, producción, batería
- Daramola – productor adicional
- Tainy – productor adicional
- Manny Marroquin – ingeniero de mezcla
- Dale Becker – ingeniero de masterización
- Matt Dyson – ingeniería
- Chris Galland – ingeniería
- Anthony Dolhai – ingeniería

## Posicionamiento en listas
| Listas (2019)                                   | Mejor posición |
| ----------------------------------------------- | -------------- |
| Canadá (CHR/Top 40)                             | 43             |
| Canadá Hot AC (Billboard)                       | 48             |
| Canadá Hot Digital Song Sales (Billboard)       | 45             |
| Estados Unidos (Adult Top 40)                   | 33             |
| Estados Unidos (Bubbling Under Hot 100 Singles) | 17             |
| Estados Unidos (Dance Club Songs)               | 19             |
| Estados Unidos (Mainstream Top 40)              | 33             |
| Irlanda (IRMA)                                  | 97             |
| Nueva Zelanda Hot Singles (RMNZ)                | 26             |

## Historial de lanzamiento
| País           | Fecha                 | Formato                     | Discográfica  | Ref    |
| -------------- | --------------------- | --------------------------- | ------------- | ------ |
| Varios         | 24 de octubre de 2019 | Descarga digital, Streaming | Kemosabe, RCA | [ 3 ]  |
| Estados Unidos | 29 de octubre de 2019 | Contemporary hit radio      | Kemosabe, RCA | [ 34 ] |